# Making the Future
Making the Future: Occupations, Interventions, Empire and Resistance é uma coleção de 2012 de colunas de opinião política escritas por Noam Chomsky e editada por John Stickney para publicação mensal pelo New York Times Syndicate entre 2 de abril de 2007 e 31 de outubro de 2011. As colunas, de acordo com Stickney, "apresentam uma narrativa dos eventos que fizeram o futuro desde 2007", incluindo a Guerra do Afeganistão e do Iraque, a corrida presidencial dos Estados Unidos em 2008; a China como superpotência emergente, a guinada à esquerda, a proliferação nuclear, a Operação Chumbo Fundido, as colônias israelenses, o aquecimento global, a crise financeira de 2007–2008, a Primavera Árabe, a morte de Osama bin Laden e o movimento Occupy.